# Hôtel OD-N-Aiwo
L'hôtel OD-N-Aiwo ou hôtel Oden Aiwo est une auberge de jeunesse de Nauru et l'un des deux seuls hôtels de l'île avec l'hôtel Menen.

## Géographie
L'hôtel hôtel OD-N-Aiwo est situé à Nauru, dans l'Ouest de l'île. Administrativement, il se trouve dans le district d'Aiwo. Il est desservi par la Island Ring Road, la principale artère routière de Nauru et la seule route faisant le tour de l'île.
Il est situé en bord de mer, au cœur de l'agglomération au sud-ouest de l'île, à proximité d'un cantilever de la Republic of Nauru Phosphate Corporation, de la principale église protestante du pays, du bureau de poste, du Centre civique (centre des congrès), du stade Linkbelt Oval et des infrastructures de traitement de la roche phosphatée. Il est la propriété une nièce de l'ancien président René Harris qui possède aussi l'élevage de volailles voisin.

## Caractéristiques
Le confort y est sommaire mais il propose une alternative de logement touristique à l'hôtel Menen, notamment pour les familles ou les routards. L'hôtel est pourvu d'une blanchisserie, d'un restaurant, d'une agence de location de véhicules et d'un service de taxis pour l'aéroport international de Nauru.

## Référence
- (de) Cet article est partiellement ou en totalité issu de l’article de Wikipédia en allemand intitulé « OD-N-Aiwo Hotel » (voir la liste des auteurs).